# Sternostylus cavimurus
Sternostylus cavimurus is een tienpotigensoort uit de familie van de Sternostylidae. De wetenschappelijke naam van de soort is voor het eerst geldig gepubliceerd in 1977 door Baba als Gastroptychus cavimurus.